# Kunigundenkirche (Borna)

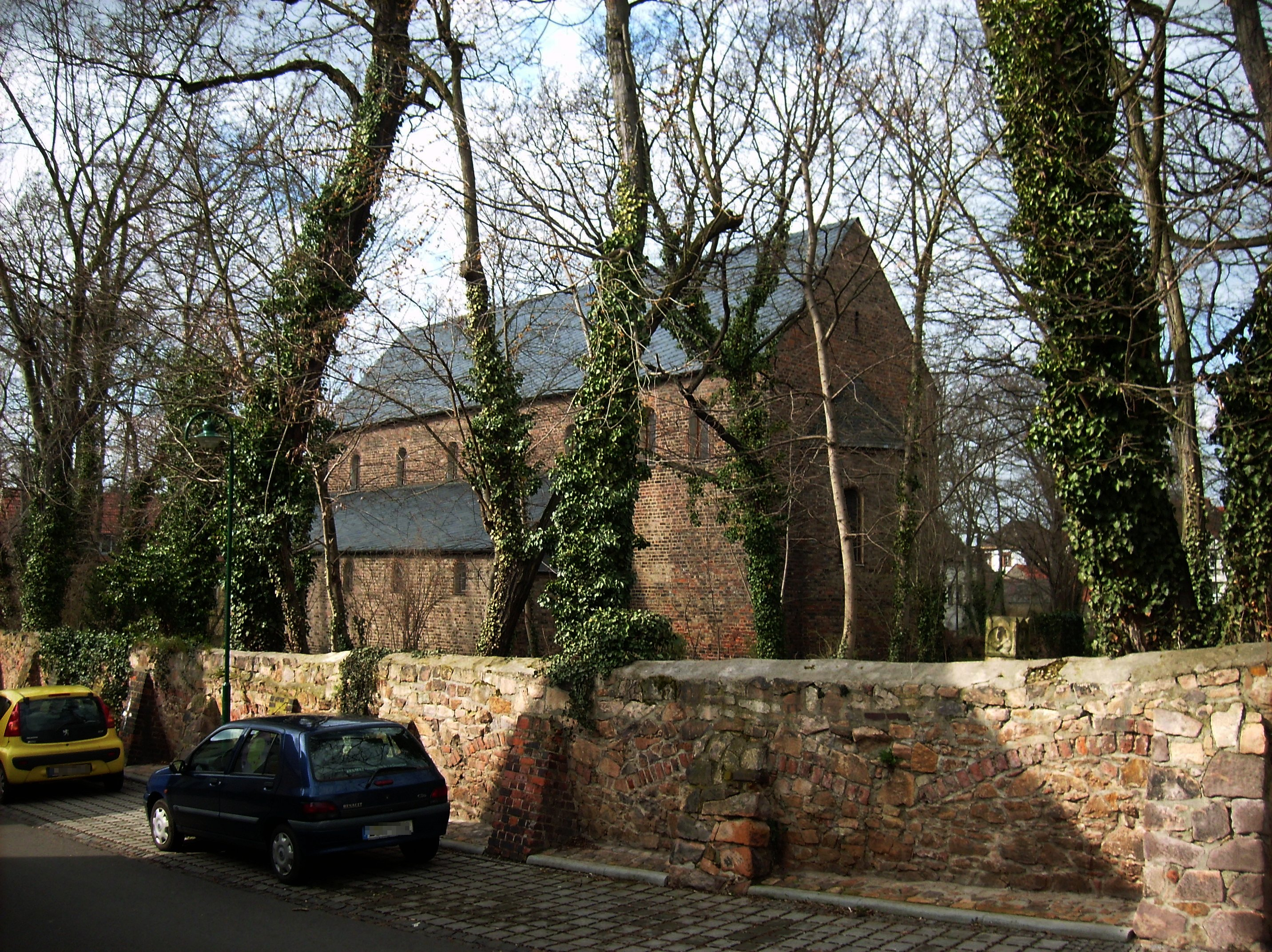
Kunigundenkirche (Borna)

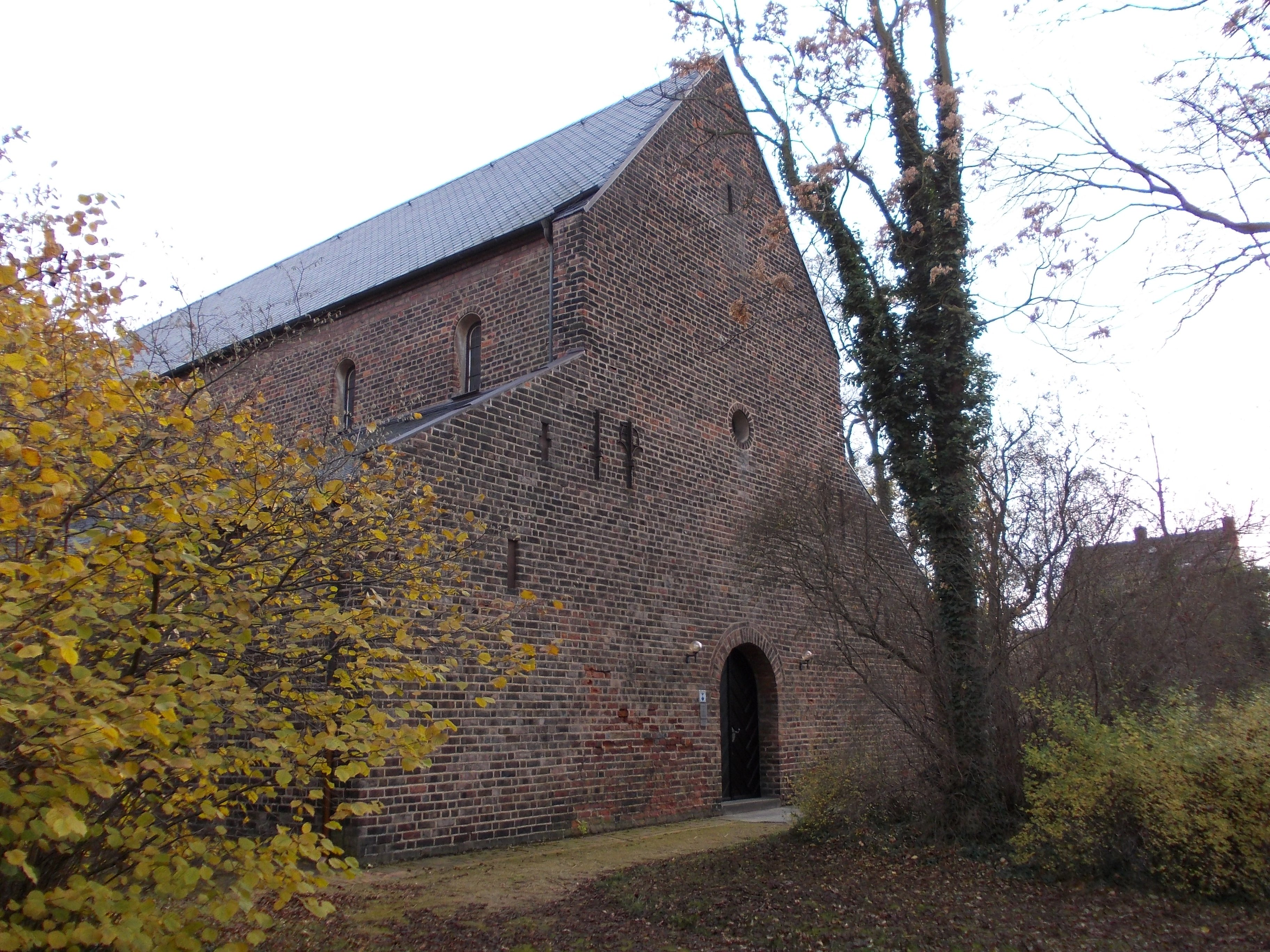
Ansicht von Nordwest

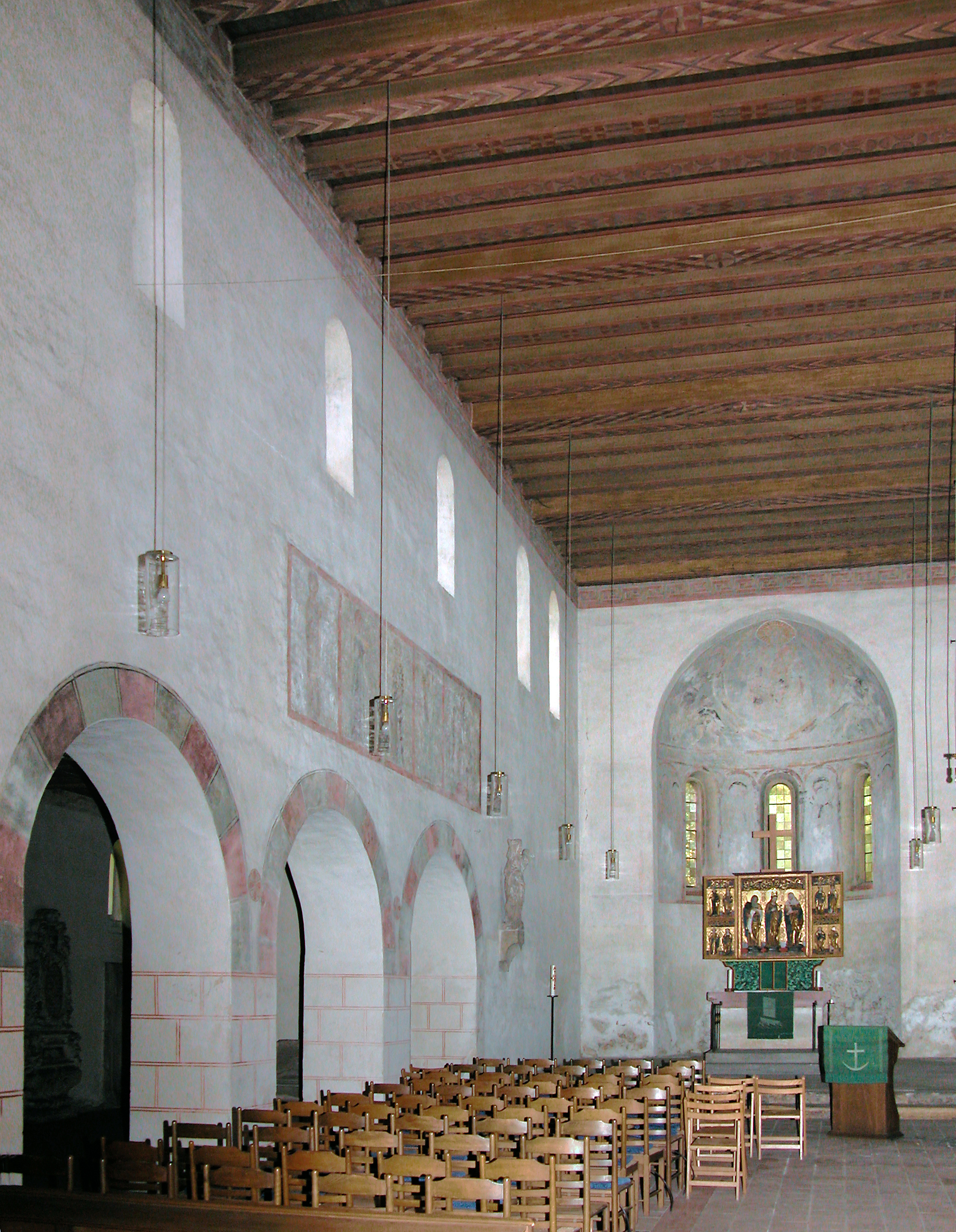
Innenansicht zum Altar

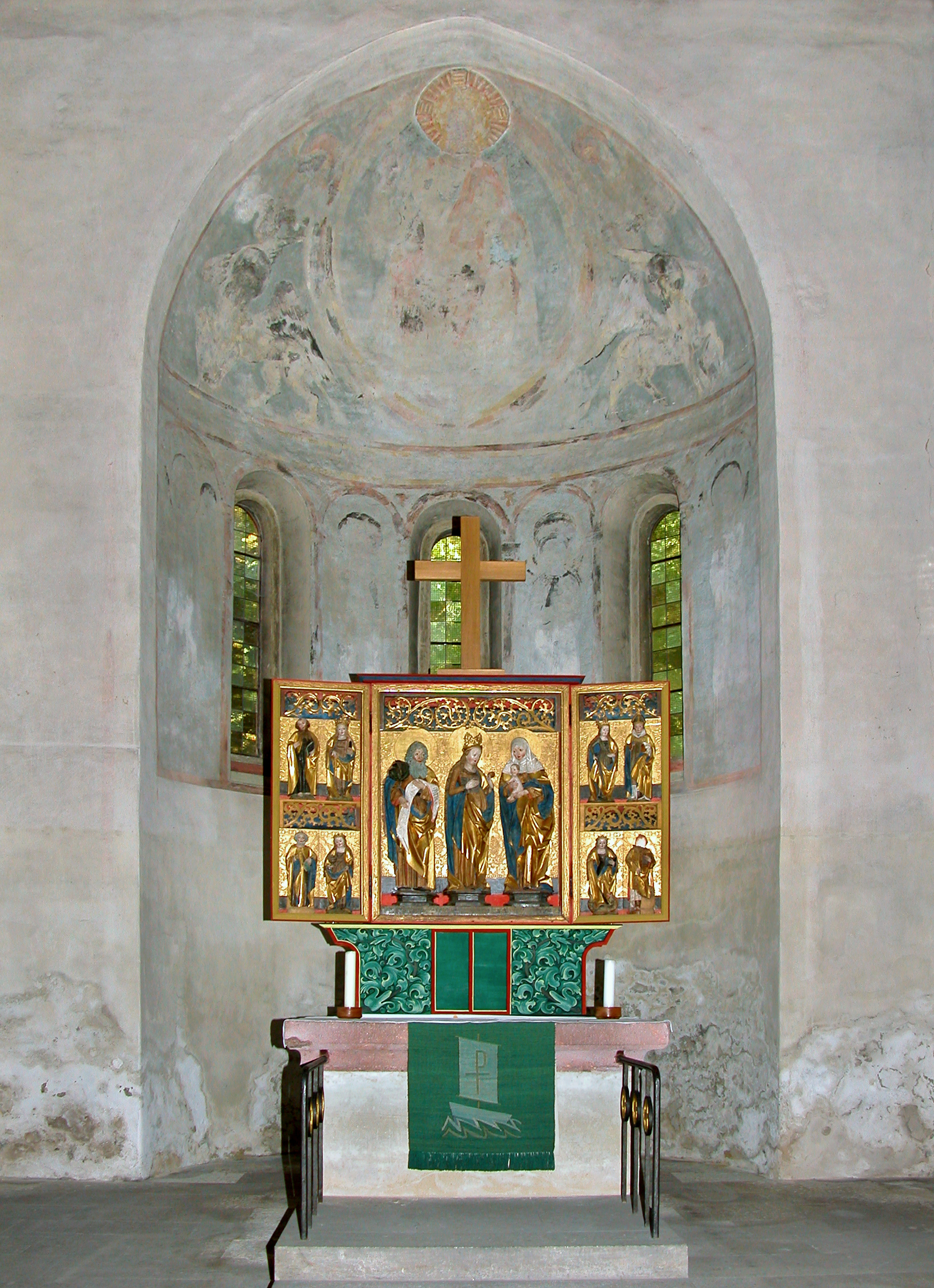
Choransicht

Die evangelische Kunigundenkirche ist eine romanische Backsteinkirche in Borna im Landkreis Leipzig in Sachsen. Sie gehört zur evangelischen Kirchengemeinde St. Marien Borna im Kirchenbezirk Leipziger Land in der Evangelisch-Lutherischen Landeskirche Sachsens.

## Geschichte und Architektur
Die der Gemahlin Kaiser Heinrichs II. Kunigunde von Luxemburg geweihte Kirche wurde möglicherweise unter Einflussnahme von Kaiser Friedrich Barbarossa gegründet. Die langgestreckte, dreischiffige, turmlose Pfeilerbasilika mit Apsiden wurde vor 1200 aus Backstein erbaut. Nach der Reformation als Begräbniskirche genutzt, wurde sie 1620 barock umgestaltet. Später verfiel sie allmählich. 1895 wurde der die Kirche umgebende Friedhof aufgelassen. Im Zuge der Restaurierung 1923–1932 durch Emil Högg wurde der romanische Bauzustand rekonstruiert. Dafür wurde ein barockes Holztonnengewölbe entfernt und die Seitenschiffsmauern und die Nordapsis neu errichtet. 
Im Jahr 2009 fand eine Erneuerung des Schieferdachs statt.
Das Äußere ist durch ein steil proportioniertes Mittelschiff mit hohem Satteldach über deutlich niedrigeren Seitenschiffen mit Pultdächern gekennzeichnet und weist teils rekonstruierte Rundbogenfenster auf. Die Seitenschiffe enden wie auch das Mittelschiff in Apsiden.
Das Mittelschiff läuft auffallenderweise bis zur Ostwand durch; es ist anzunehmen, dass das Chorquadrat ursprünglich durch eine Bogenstellung abgegrenzt war. Die Reihung der Obergadenfenster entspricht nicht derjenigen der fünf Pfeilerarkaden, die kein Kämpferprofil aufweisen. Die Balkendecken in allen Schiffen entstammen der Restaurierung um 1930. 
Reste von Wandmalereien aus der Bauzeit zeigen eine Majestas Domini in der Hauptapsis, die Ergänzungen aus der Zeit der Restaurierung der Zeit um 1930 sind zu großen Teilen verloren. Im Mittelschiff sind Wandmalereien aus der zweiten Hälfte des 15. Jahrhunderts erhalten; sie zeigen an der Nordseite Margarete, Dorothea, Barbara und das Martyrium des heiligen Sebastian. An der Südseite sind die Kreuzigung, eine apokalyptische Madonna und Christophorus zu sehen.

## Ausstattung
Der spätgotische 1502 datierte Schnitzaltar stammt aus der abgerissenen Kirche in Görnitz. Er zeigt im Schrein die Heiligen Joachim, Maria und Anna mit dem Jesuskind. In den Flügeln sind je vier Heilige aus dem Umkreis der Werkstatt der Gebrüder Naumann in Altenburg zu sehen. Auf den beschädigten Flügelaußenseiten ist eine gemalte Verkündigung dargestellt.
Ein romanischer Porphyrtaufstein mit Hufeisenbogenfries stammt aus dem Pegauer Ortsteil Großstorkwitz. Eine aus Sandstein gearbeitete Madonna um 1430 zeigt die Merkmale des ausgehenden Weichen Stils. 
Die Hausorgel wurde von Hermann Lahmann 1951 erbaut und gelangte als Schenkung 1981 in die Kirche.
Ein Epitaph des Ratskämmerers Peter Breiting († 1568) zeigt den Verstorbenen kniend vor dem gekreuzigten Christus und stammt aus der Werkstatt Hans Köhlers des Älteren aus Meißen. Weitere Grabmäler aus dem 18. Jahrhundert sowie für die bei der Völkerschlacht bei Leipzig 1813 gefallenen russischen und preußischen Offiziere sind vorhanden.
Die Kirche war umgeben von einem Ehrenhain für weitere Gefallene des Ersten Weltkrieges.